# Giovanni Paisiello
Giovanni Paisiello (Tarente, 9 mei 1740 – Napels,  15 juni 1816) was een Napolitaans opera-componist. Zijn bekendste werk is Il Barbiere di Siviglia, een komisch drama in twee bedrijven, waarvan de eerste opvoering plaatsvond op 15 september 1782.

## Biografie
Giovanni Paisiello, wiens naam tegenwoordig slechts bekend is bij een kleine groep van muziekliefhebbers, was in de tweede helft van de achttiende eeuw een van belangrijkste componisten van de opera buffa.
Hij is geboren in Taranto, in het zuiden van het Koninkrijk Napels (thans Italië), waar hij al op vroege leeftijd wegging om in Napels muzieklessen te volgen. Napels was toen een van de belangrijkste culturele centra in Europa; het had een bloeiend theaterleven, dat bezoekers van uit de hele wereld aantrok. Al snel nadat hij zijn studie aan het Conservatorio di S. Onofrio had afgerond, slaagde Paisiello er in een gevestigd operacomponist te worden, met een bijzondere aanleg voor de opera buffa. Zijn leraren in Napels waren Francesco Durante, Leonardo Leo en Girolamo Abos.
In 1776 werd hem gevraagd om kapelmeester te worden in Sint-Petersburg aan het hof van tsarina Catharina II van Rusland, waarmee hij in de voetstappen trad van een andere Italiaan, Tommaso Traetta. Gedurende die periode schreef hij een aantal werken in opdracht van het Russische hof, bestemd om te worden uitgevoerd in het Theater van de Hermitage. Het grootste deel van deze werken is nu in de vergetelheid geraakt, maar een van de werken die daartoe behoorden was een variatie op La serva padrone (1781), oorspronkelijk een werk van Giovanni Battista Pergolesi, dat op dat ogenblik erg geliefd was.
Een ander werk uit zijn "Russische tijd", de opera Il Barbiere di Siviglia (15 september 1782) (Il Barbiere di Siviglia ovvero La precauzione inutile) gold als een van de grootste komische opera's ooit. Het werk, gebaseerd op het toneelstuk Le Barbier de Séville (1775) van Pierre Beaumarchais, was zo beroemd dat Rossini in 1816 slechte kritieken kreeg toen zijn Il Barbiere de Siviglia in première ging, omdat zijn werk vergeleken werd met het werk van Paisiello, ook al had Rossini bewust een en ander aangepast om de schijn van navolging te vermijden.
In 1784 keerde Paisiello terug naar Italië, hoewel zijn contract al verlengd was; de kou van het Russische klimaat kon hij niet langer verdragen. Eenmaal terug kreeg hij een aanstelling als hofdirigent bij Ferdinand IV van Napels, in Napels. Aan het hof van Ferdinand IV componeerde hij onder meer de opera's Pirro (1787) en Nina (1789).
Rond het begin van de negentiende eeuw werd Paisiello's Barbiere di Siviglia opgevoerd in alle Europese theaters. Waarschijnlijk is ook Wolfgang Amadeus Mozart hierdoor beïnvloed bij het schrijven van zijn opera Le Nozze di Figaro, omdat hij veel waardering voor het werk van Paisiello had en er invloeden in dit werk zijn terug te vinden die aan Paisiello doen denken.

## Werken
Bekend is, dat hoewel veel van zijn werken in de vergetelheid zijn geraakt, hij rond de honderd opera's geschreven heeft.
Zijn bekendste werk is Il Barbiere di Siviglia (15 september 1782), andere werken zijn onder meer:
- Gli Astrologi Immaginari,
- Don Chisciotte ,
- La Serva Padrone,
- Il Fanatico in Berlina,
- Pirro en
- Nina osia la Pazza per Amore.

- Bibsys: 4051247
- Biblioteca Nacional de España: XX884569
- Bibliothèque nationale de France: cb12209564k (data)
- Catàleg d'autoritats de noms i títols de Catalunya: 981058521605906706
- CiNii: DA09106099
- Gemeinsame Normdatei: 119010097
- International Standard Name Identifier: 0000 0001 2118 6383
- Library of Congress Control Number: n80028478
- Nationale Bibliotheek van Letland: 000049875
- MusicBrainz: 253b7a54-38a2-41da-a075-7db61a01ab53
- Bibliotheek van het Japanse parlement: 01047175
- Nationale Bibliotheek van Tsjechië: jn20000604322
- Nationale bibliotheek van Australië: 35810278
- Nationale Bibliotheek van Israël: 987007266092305171
- Nationale Bibliotheek van Polen: a0000002035369
- Nationale en Universitaire bibliotheek Zagreb: 000097998
- Nederlandse Thesaurus van Auteursnamen: 07056499X
- Réseau des bibliothèques de Suisse occidentale: 02-A000127171
- Istituto Centrale per il Catalogo Unico: CFIV005342
- LIBRIS: 208624
- SNAC: w6j9692s
- Système universitaire de documentation: 03073987X
- Trove: 1097829
- Virtual International Authority File: 4979714
- WorldCat: E39PBJgcYBvhHbxppWpQVhMMfq